# The Unsinkable Molly Brown
 The Unsinkable Molly Brown és una pel·lícula estatunidenca dirigida per Charles Walters, estrenada el 1964. Interpretada per Debbie Reynolds i Harve Presnell, reconstrueix en clau musical i romàntica la vertadera història de Margaret Brown, una de les supervivents del naufragi del Titanic.
La pel·lícula va ser candidata als Premis Oscar de 1964 (Oscar a la millor actriu, Oscar al millor vestuari, Oscar a la millor fotografia, Oscar a la millor banda sonora, Oscar al millor so i Oscar a la millor direcció artística) sense però aconseguir cap estatueta.
Entre els intèrprets figuren Ed Begley, Jack Kruschen, Hermione Baddeley i Harvey Lembeck.

## Argument
Molly Brown és una dona del llunyà oest que farà tot el que pugui per tirar endavant. Malgrat ser òrfena i sense recursos intentarà trobar la manera de fer-se rica.

## Musical a Broadway
Basat en el musical homònim de Meredith Willson –en escena a Broadway ininterrompudament del 1960 al 1962 i que era interpretat originàriament pels mateixos protagonistes de la pel·lícula de Walters– va ser escrit per la pantalla gran pels guionistes Richard Morris i Helen Deutsch.
En la pel·lícula han estat utilitzats solament cinc dels números musicals originals que caracteritzaven l'actuació al teatre, amb l'afegit d'una nova cançó, He's My Friend. Les coreografies són degudes a l'autor original de les danses, Peter Gennaro.
Molly Brown, el nom de la protagonista, va ser el malnom de la càpsula espacial Gemini 3, llançada en òrbita des de la base de Cap Canaveral el 4 de gener de 1965.

## Repartiment
- Debbie Reynolds: Molly Brown
- Harve Presnell: 'Leadville' Johnny Brown
- Ed Begley: Shamus Tobin
- Jack Kruschen: Christmas Morgan
- Hermione Baddeley: Buttercup Grogan
- Vassili Lambrinos: Príncep Louis de Laniere
- Fred Essler: Baró Karl Ludwig von Ettenburg
- Harvey Lembeck: Polak
- Lauren Gilbert: Mr. Fitzgerald
- Kathryn Card: Mrs. Wadlington
- Hayden Rorke: Malcolm Broderick
- Harry Holcombe: Mr. Wadlington
- George Mitchell: Monsenyor Ryan
- Martita Hunt: Gran duquessa Elise Lupavinova
- Vaughn Taylor: Mr. Cartwright
- Audrey Christie: Mrs. Gladys McGraw

## Premis i nominacions

### Nominacions
- 1965. Oscar a la millor actriu per Debbie Reynolds
- 1965. Oscar a la millor direcció artística per George W. Davis, E. Preston Ames, Henry Grace i Hugh Hunt
- 1965. Oscar a la millor fotografia per Daniel L. Fapp
- 1965. Oscar al millor vestuari per Morton Haack
- 1965. Oscar a la millor banda sonora per Robert Armbruster, Leo Arnaud, Jack Elliott, Jack Hayes, Calvin Jackson i Leo Shuken
- 1965. Oscar al millor so per Franklin Milton (M-G-M SSD)
- 1965. Globus d'Or a la millor pel·lícula musical o còmica
- 1965. Globus d'Or a la millor actriu musical o còmica per Debbie Reynolds